# 2019冠状病毒病佛得角疫情

2019冠状病毒病佛得角疫情，介绍在2019冠状病毒病疫情中，在佛得角发生的情况。

## 时间轴
2020年3月20日，该国首例新冠肺炎病例得到确认，病人是62岁的英国人。
3月21日又新增两例确诊病例，两位患者均为游客，一名来自荷兰，现年60岁；一名来自英国，现年62岁。这两个病例和前一个病例在检测呈阳性之前都曾去过博阿維斯塔島。3月24日，第一例死亡病例出现。3月25日，第四例病例确诊，患者是一名从欧洲返回的43岁的本国公民，是该国首都培亞发现的第一起病件。3月26日，佛得角卫生部长宣布该男子的妻子经检测也呈阳性，此例也是被报道的首例本地传播。

## 预防
自3月16日以来，疾病检测均在佛得角首都培亞的佛得角病毒学实验室（Laboratório de Virologia de Cabo Verde）而并非在国外进行。
3月17日，作为一项应急措施，总理若泽·乌利塞斯·科雷亚·席尔瓦宣布，受新型冠状病毒影响，暂停所有从美国、巴西、塞内加尔、尼日利亚、葡萄牙和受此影响的欧洲国家的航班。该暂停令将持续三周，货运航班和希望返乡的外国公民的航班除外。该禁令还限制游轮、帆船入港，游客着陆以及货船或渔船的船员上岸。次日又有更多特殊措施采取。 
佛得角航空已经作出了暂停航班的决定。自2月28日起，飞往意大利米兰的航班暂停。3月6日，飞往尼日利亚拉哥斯、巴西阿雷格里港和美国华盛顿特区的航班也被暂停。根据政府的决定，3月17日，佛得角航空公司暂停了所有其他航线。